# 한국 모터 챔피언십
한국 모터 챔피언십(Korea Motor Race Championship, KMRC) 시리즈는 한국 자동차 경주 협회의 지정 흥행업체(promoter)인 KMRC 주식회사에서 주최하는 투어링 자동차 경주 및 포뮬라 자동차 경주 대회이다. 현재는 GT 챔피언십(Grand Touring Championship) 시리즈로 열리고 있으며, 대한민국에서 가장 큰 규모의 자동차 경주 대회이다.
한국 모터 챔피언십 시리즈에 출전할 수 있는 자동차는 일반 시판용 자동차를 개조한 경주용 자동차이다. 따라서 개조의 범위에 따라 등급이 나뉘게 되는데, GT1, GT2, 투어링 A, 포뮬러, 하이카, 그리고 신인전의 6개 등급이 있다. 이 중에서 대당 개발비가 5억원에 달하는 고성능 경주용 자동차로 경주를 벌이는 GT1과 이보다 개조범위가 제한적인 GT2가 주요 등급이다. GT 자동차는 보통 250마력으로 달릴 수 있는 경주용 자동차이다. 대회는 주로 용인 스피드웨이 자동차 경주장(circuit)에서 열리며, 총 7전을 겨뤄 종합 우승자를 가리고 있다.

## 대회 역사
2001년 5월 26일, 2001 MBC 한국 모터 챔피언십 시리즈라는 이름으로 최초의 한국 모터 챔피언십 경주 대회가 열렸다. 이 대회가 GT 챔피언십 시리즈의 모태가 되었고 2002년, BAT 코리아(British American Tobacco Korea, BAT)를 후원사로 받아들이면서 BAT GT 챔피언십 시리즈로 이름을 바꿔 이어져 오고 있다.
그러나 2006년 타이틀 후원사인 BAT 코리아사가 본사의 방침에 따라 더 이상 후원을 하지 않아 2006년 대회를 취소하는 사태가 발생했다.

## 규정 등급
- GT1 등급
- GT2 등급
- 투어링 A 등급
- 포뮬러 등급
- 하이카 등급
- 신인전